# Abd Allah II di Giordania
ʿAbd Allāh II ibn al-Ḥusayn (in arabo عبدالله الثاني بن الحسين‎?, ʿAbd Allāh al-thānī ibn al-Ḥusayn; Amman, 30 gennaio 1962) è l'attuale monarca del Regno Hascemita di Giordania, sul trono dal 7 febbraio del 1999.
ʿAbd Allāh è famoso a livello locale e internazionale per il mantenimento della stabilità giordana ed è noto per la promozione del dialogo inter-religioso e una comprensione moderata dell'Islam. Venne considerato dal Royal Islamic Strategic Studies Center il musulmano più influente al mondo nel 2016. ʿAbd Allāh è custode dei siti sacri musulmani e cristiani di Gerusalemme, posizione ricoperta dalla sua dinastia dal 1924.
Pur fra mille difficoltà dovute all'instabilità della regione il re ʿAbd Allāh è riuscito a mantenere un elevato grado di stabilità del suo regno all'interno del frastagliato quadro politico del Vicino Oriente, e per questo ha potuto beneficiare di ingenti flussi di aiuti finanziari internazionali, destinati a contenere le proteste popolari e a gestire le ripercussioni della guerra civile siriana.

## Biografia

### Infanzia

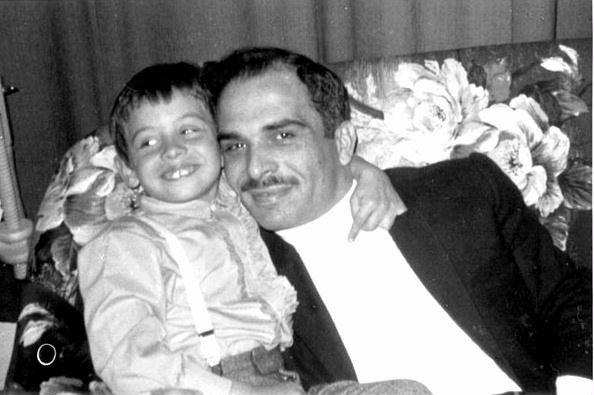
ʿAbd Allāh all'età di sei anni, con il padre re Ḥusayn

Di stirpe hascemita, o presunta tale, nato ad Amman da Re Ḥusayn e Antoinette Avril Gardiner, figlia di un militare inglese che partecipava all'occupazione del paese. Tale matrimonio venne visto molto male dal popolo giordano, specialmente in seguito alla scoperta che la Gardiner era di ascendenza ebraica e che non voleva convertirsi all'Islam.

### Educazione
Il re ha frequentato da giovane la scuola islamica della capitale giordana per la sua educazione elementare, e successivamente si è trasferito nel Surrey, in Inghilterra, per studiare presso la St. Edmund's School.
Ha infine proseguito i suoi studi negli Stati Uniti d'America presso la Eaglebrook School e la Deerfield Academy senza però ottenere mai una laurea. Nel 1980 è entrato nella Reale accademia militare di Sandhurst, militando nell'Esercito di Sua Maestà con il grado di cadetto. Tale fatto fu motivo di scontento in Giordania, un tempo sotto la dominazione inglese. In poco tempo ha assunto il grado di colonnello.
Nel 1982 ha frequentato il Pembroke College dell'università di Oxford seguendo un corso speciale sulla politica nel Vicino Oriente. Ha conseguito anche un Master in Relazioni internazionali presso la Georgetown University nel 1987.

### Matrimonio
Nel palazzo di Zahran ʿAbd Allāh II si è sposato con la palestinese di Tulkarem Rania al-Yāsīn (adesso Regina), assai elogiata per la sua attività in favore delle donne musulmane e contro la discriminazione sessuale, criticata però dai musulmani più integralisti per i suoi comportamenti molto vicini alla cultura occidentale. La coppia ha quattro figli.

#### Opinioni
Il re ʿAbd Allāh II ha ricevuto diverse critiche perché il suo governo è accusato di avere imposto drastiche restrizioni alla libertà di parola, ma alcuni ritengono che abbia migliorato le condizioni del suo paese, sia per quanto riguarda le infrastrutture sia per quanto riguarda la tecnologia. Ha inoltre, insieme alla moglie Rania, equiparato i diritti di uomini e donne in numerosi campi. Il re ʿAbd Allāh II ha infine dato nuovo impulso all'economia del suo Paese, viaggiando in giro per il mondo, per convincere gli Stati esteri a incrementare gli investimenti finanziari, sia pubblici che privati, nel suo Paese.

#### Curiosità
Sembra che il re ʿAbd Allāh II sia un appassionato della serie televisiva statunitense di fantascienza Star Trek. Nel 1995, quando ancora era principe, apparve egli stesso in un episodio della seconda stagione Star Trek: Voyager "Il commissario Neelix".

### Ascesa al trono
ʿAbd Allāh è asceso al trono il 7 febbraio 1999 dopo la morte di suo padre, il re Ḥusayn. Il padre aveva inizialmente scelto come erede al trono il proprio fratello, il principe Ḥasan, ma poco prima della morte cambiò la propria decisione, affidando ad ʿAbd Allāh il comando del regno.
ʿAbd Allāh si unì a suo padre in diverse missioni, inclusi incontri all'estero con leader sovietici e americani. Occasionalmente era il reggente del re Hussein negli anni '90, ma questo compito era principalmente svolto dal fratello minore di Hussein, il principe ereditario Hasan. ʿAbd Allāh guidò la delegazione di suo padre a Mosca per colloqui nel 1987. Ha spesso visitato il Pentagono a Washington, dove ha fatto pressioni per aumentare l'assistenza militare in Giordania. Il principe si unì a suo padre in viaggio per visitare Hafez Al-Assad a Damasco e Saddam Hussein a Baghdad (prima della guerra del Golfo del 1990). ʿAbd Allāh comandò esercitazioni militari durante le visite di funzionari militari israeliani in Giordania nel 1997 e fu inviato in Libia  per consegnare a mano un messaggio a Muʿammar Gheddafi nel 1998.
Il re Hussein si recava spesso negli Stati Uniti per cure mediche dopo la diagnosi di cancro nel 1992. Dopo che Hussein tornò da una visita medica di sei mesi in Giordania alla fine del 1998, criticò in una lettera pubblica la gestione degli affari giordani di suo fratello Hasan, accusandolo di aver abusato dei suoi poteri costituzionali come reggente. Il 24 gennaio 1999, due settimane prima della sua morte, Hussein sorprese tutti - incluso ʿAbd Allāh che pensava che avrebbe trascorso la sua vita nell'esercito - sostituendo Hasan con suo figlio come erede.
Il re morì per complicazioni del linfoma non Hodgkin il 7 febbraio 1999. Il suo regno di 47 anni si era esteso attraverso quattro turbolenti decenni del conflitto arabo-israeliano e della guerra fredda. Diverse ore dopo l'annuncio della morte di suo padre, ʿAbd Allāh è apparso in una sessione di emergenza del parlamento giordano. I due fratelli di Hussein, Hasan e Mohammed, gli passarono davanti mentre entrava nell'assemblea ed ʿAbd Allāh pronunciò lo stesso giuramento di suo padre di quasi cinquant'anni prima: "Giuro su Dio Onnipotente di sostenere la costituzione e di essere fedele alla nazione". Il portavoce del Senato Zayd al-Rifa’i ha aperto la sessione con la recita della Sūra al-Fatiha (il capitolo iniziale del Corano), con la voce che si spezzava per l'emozione mentre guidava la recitazione: "Dio, salva Sua Maestà ... Dio, dagli consigli e prenditi cura di lui". L'investitura di ʿAbd Allāh ebbe luogo il 9 giugno 1999. Un ricevimento nel Palazzo di Raghadan cui hanno partecipato 800 dignitari ha seguito un giro in corteo attraverso Amman da parte del re 37enne e della moglie 29enne Rania, l'allora regina più giovane del mondo.

### Primo anno di regno
Sebbene la Giordania sia una monarchia costituzionale, il re mantiene ampi poteri esecutivi e legislativi: è capo di Stato e comandante in capo delle forze armate giordane e nomina il primo ministro e i direttori delle agenzie di sicurezza. Il primo ministro è libero di scegliere il suo gabinetto ed il parlamento della Giordania è composto da due camere: il Senato e la Camera dei rappresentanti, che servono da controllo al governo. Il senato è nominato dal re e la Camera dei rappresentanti è eletta direttamente.
Quando ʿAbd Allāh salì al trono come quarto re della Giordania, molti osservatori dubitavano della sua capacità di gestire la crisi economica del paese, un'eredità della guerra del Golfo del 1990. Il re mantenne la moderata politica filo-occidentale di suo padre, sostenendo il trattato di pace Israele-Giordania del 1994 e la transizione reale spinse gli Stati Uniti e gli stati arabi del Golfo Persico ad aumentare i loro aiuti. Nei primi mesi di regno, ʿAbd Allāh, che governava su una popolazione di 4,5 milioni di persone, spesso andava sotto copertura per vedere di persona le sfide della Giordania. Nel 2000 disse delle sue visite in incognito alle istituzioni governative.
ʿAbd Allāh ha represso la presenza di Hamas in Giordania a novembre del 1999, a seguito di richieste presentate da Stati Uniti, Israele e Autorità palestinese. La repressione si è verificata durante i colloqui di pace tra Israele e l'Autorità palestinese. Il re ha esiliato quattro funzionari di Hamas in Qatar e ha vietato al gruppo l'attività politica, chiudendo i loro uffici ad Amman. I colloqui di pace sono crollati in una violenta rivolta palestinese, la Seconda Intifada, nel settembre 2000. Di conseguenza, la Giordania ha affrontato un calo del turismo fonte principale dell'economia della Giordania, un paese con poche risorse naturali. Secondo quanto riferito, ʿAbd Allāh ha guidato gli sforzi per disinnescare la violenza politica.

### Anni duemila

#### Guerra dell'Iraq
Il 23 giugno 2000, mentre era in vacanza nelle isole greche, ʿAbd Allāh ricevette una telefonata dal direttore del Mukhabarat (la direzione dell'intelligence del paese) che avvertiva di un tentativo di omicidio contro di lui da parte di Al Qaeda. L'attentato doveva colpire ʿAbd Allāh e lo yacht noleggiato della sua famiglia con esplosivi.
Gli attentati dell'11 settembre 2001 contro obiettivi americani furono fermamente condannati da ʿAbd Allāh. La Giordania rispose rapidamente alle richieste americane di assistenza, promulgando una legislazione antiterrorismo e mantenendo un alto livello di vigilanza. Il Mukhabarat del paese sventò trame simili l'anno seguente contro obiettivi occidentali, comprese le ambasciate americana e britannica in Libano.
Con l'amministrazione di George W. Bush che pianificava un attacco all'Iraq, accusando Saddam Hussein di possedere armi di distruzione di massa, ʿAbd Allāh si oppose all'intervento americano durante la visita del vicepresidente americano Dick Cheney nel 2002 in Medio Oriente. Nel marzo 2003, durante un incontro con George W. Bush alla Casa Bianca, ʿAbd Allāh ha cercato di dissuadere il presidente dall'invasione dell'Iraq. Durante la guerra del Golfo del 1990, la diffidenza della guerra del re Hussein fu vista come schieramento con Saddam Hussein, che alienò la Giordania dai suoi alleati arabi nella regione del Golfo Persico e nel mondo occidentale; la sua posizione scatenò una crisi economica innescata dalla sospensione di aiuti esteri e investimenti in Giordania.
ʿAbd Allāh, non riuscendo a convincere Bush, ha rotto con l'opposizione interna dando il permesso per l'installazione di batterie MIM-104 Patriot americani nel deserto giordano lungo il suo confine con l'Iraq, ma non ha permesso alle truppe della coalizione di lanciare un'invasione dalla Giordania. dichiarando la neutralità della Giordania nella "Seconda Guerra del Golfo", poiché il nuovo conflitto stava aggravando la situazione energetica all'interno del Paese: sino ad allora la Giordania importava dall'Iraq il petrolio a metà prezzo rispetto ai Paesi occidentali. Il re ʿAbd Allāh ha rinsaldato i rapporti con gli Stati Uniti, i cui aiuti sono vitali per il Paese.
Nel 2007 è stato riferito che la Giordania ha ospitato 800.000 rifugiati iracheni fuggiti dall'insurrezione in seguito all'invasione americana, la maggior parte sono tornati in Iraq. Nel 2008 ʿAbd Allāh è diventato il primo capo di Stato arabo a visitare l'Iraq dopo l'invasione americana del 2003. La visita è stata vista come la manifestazione delle preoccupazioni degli arabi sunniti per la crescente influenza iraniana in Iraq.

#### Problemi con il mondo musulmano
Le elezioni generali giordane del 2003 furono le prime elezioni parlamentari sotto il regno di ʿAbd Allāh. Anche se le elezioni si sarebbero dovute tenere nel 2001, sono state rinviate dal re a causa dell'instabilità politica regionale in conformità con la costituzione giordana (che autorizza il monarca a rinviare le elezioni per un massimo di due anni). Il suo rinvio è stato criticato dal più grande partito di opposizione islamista nel paese, il Fronte di azione islamica braccio politico dei Fratelli Musulmani, che ha accusato ʿAbd Allāh di ostacolare il processo democratico. Il controverso sistema elettorale a voto unico non trasferibile, inaugurato da suo padre nel 1991, ha ostacolato i partiti politici islamici dopo aver ottenuto 22 degli 80 seggi alle elezioni del 1989. ʿAbd Allāh ha emesso un decreto reale prima delle elezioni, introducendo un emendamento alla legge elettorale che conferisce alle donne una quota di sei seggi in Parlamento.
Nel 2004 ʿAbd Allāh ha coniato il termine "Mezzaluna sciita" per descrivere una regione dominata dagli sciiti da Damasco a Teheran (aggirando Baghdad) che promuoveva la politica settaria. Il suo avvertimento ha ricevuto attenzione internazionale e l'osservazione del re fu convalidata dopo l'ascesa di Nuri Al-Maliki al governo iracheno nel 2006 e dai successivi eventi.
Il fondatore di Al Qaeda in Iraq Abu Musab Al-Zarqawi ha rivendicato la responsabilità di un attacco terroristico ad Amman il 9 novembre 2005. Fu l'attacco più devastante nella storia della Giordania e gli attentatori suicidi colpirono tre hotel, uno dei quali ospitava un matrimonio. L'attacco provocò la morte di 60 persone e ne provocò il ferimento di 115.
Nel 2006 Al-Zarqawi è stato ucciso in un attacco aereo con l'aiuto di agenti dell'intelligence giordana. ʿAbd Allāh e la Giordania sono visti con disprezzo dagli estremisti islamici per il trattato di pace del Paese con Israele e le sue relazioni con l'Occidente. La sicurezza della Giordania è stata rafforzata e da allora non sono stati segnalati gravi attacchi terroristici nel paese.

#### Anni successivi

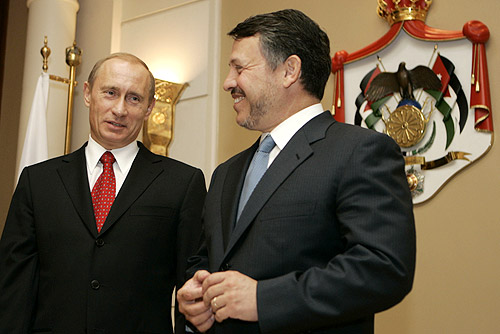
Re ʿAbd Allāh con Vladimir Putin, febbraio 2007.

ʿAbd Allāh, un monarca costituzionale, ha liberalizzato l'economia quando ha assunto il potere, e le sue riforme hanno portato a un boom economico che è continuato fino al 2008.
Il presidente russo Vladimir Putin ha visitato la Giordania per la prima volta nel febbraio 2007 ed è stato accolto da ʿAbd Allāh. I leader hanno discusso delle prospettive per il processo di pace israelo-palestinese, il programma nucleare iraniano e la violenza in Iraq.
ʿAbd Allāh fondò la King's Academy vicino a Madaba, il primo collegio su modello americano in Medio Oriente, nel 2007, avendo apprezzato molto il livello di istruzione  ricevuto alla Deerfield Academy. Ha assunto il preside della Deerfield Eric Widmer per supervisionare la scuola, che ha studenti da tutta la regione.
Le elezioni generali giordane del 2007 si sono svolte a novembre, con i gruppi di opposizione che accusavano il governo di usare l'islamismo in crescita come scusa per un "governo autocratico".

### Primavera araba
Durante gli anni seguenti l'economia della Giordania ha sofferto di difficoltà poiché ha affrontato gli effetti della Grande Recessione e le conseguenze della Primavera araba, compreso un taglio nella fornitura di petrolio e il crollo degli scambi con i paesi vicini.
Tra il 2011 e il 2012, anche la Giordania è stata teatro di manifestazioni popolari, seppure sempre contenute, da parte di gruppi di opposizione tra cui i Fratelli Musulmani, di sinistra e generali dell'esercito in pensione.
Le proteste giordane erano guidate da lamentele su un'economia in difficoltà: prezzi in aumento, disoccupazione diffusa e un tenore di vita relativamente basso. Anche se alcuni hanno chiesto la fine della monarchia, la rabbia della maggior parte dei manifestanti era diretta contro politici considerati non democratici, corrotti e non responsabili. I manifestanti hanno chiesto lo scioglimento del parlamento che era stato eletto tre mesi prima nel novembre 2010, quando le figure a favore del regime hanno ottenuto la maggioranza dei seggi.
La monarchia giordana si distinse per essere stato il primo paese arabo a offrire concessioni politiche durante la primavera araba. La monarchia non è però riuscita a ridurre il diffuso malcontento popolare dovuto soprattutto agli alti livelli di disoccupazione, all'aumento dei prezzi e all'altissima corruzione che dilaga nel settore pubblico.
I disordini interni, che si sono verificati fino al 1º febbraio 2011, hanno indotto Re ʿAbd Allāh a licenziare il governo di Samir Rifai avviando un programma di riforme destinato soprattutto a indebolire l'opposizione costituita dai Fratelli Musulmani, che dal 1997 boicottano le elezioni.
Marouf Bakhit fu nominato primo ministro, ma le proteste continuarono per tutta l'estate; Bakhit era visto come un conservatore che difficilmente spingeva per una riforma. Insoddisfatto del ritmo delle riforme, ʿAbd Allāh licenziò il governo Bakhit e nominò Awn Shawkat al-Khasawneh per formare un gabinetto. Khasawneh si dimise bruscamente nell'aprile 2012 e il re nominò Fayez Tarawneh come primo ministro ad interim; fu il terzo rimpasto del governo in 18 mesi.
Nel novembre 2012 il governo ridusse i sussidi per il carburante, aumentando i prezzi. La decisione, successivamente revocata, ha scatenato proteste su vasta scala in tutto il paese. ʿAbd Allāh ha reagito rapidamente ai disordini interni sostituendo il governo e introducendo riforme della costituzione e delle leggi che governano le libertà e le elezioni pubbliche. Il regime ha calmato i disordini introducendo riforme, modificando circa un terzo della costituzione e istituendo una Corte costituzionale e la Commissione elettorale indipendente. La rappresentanza proporzionale è stata reintrodotta al parlamento giordano nelle elezioni generali del 2016, una mossa che secondo lui avrebbe portato alla fondazione di governi parlamentari.
ʿAbd Allāh ha chiesto le elezioni anticipate e ha nominato Abdullah Ensour primo ministro invitandolo a formare un gabinetto. Nelle elezioni del gennaio 2013 le figure a favore del regime hanno vinto mentre i gruppi di opposizione hanno continuato il boicottaggio. Dal dicembre 2012 il re ha pubblicato sette documenti di discussione che delineavano la sua visione della democrazia e delle riforme in Giordania.
Nel dicembre 2012 ʿAbd Allāh è stato il primo capo di Stato a visitare la Cisgiordania dopo che un voto dell'Assemblea generale delle Nazioni Unite ha portato l'Autorità palestinese al rango di osservatore non membro. La Giordania vede uno stato palestinese indipendente, con i confini del 1967, come parte della soluzione a due stati e di supremo interesse nazionale. La Giordania, unico paese confinante con la Cisgiordania oltre Israele, la governò dopo la guerra arabo-israeliana del 1948 e perse nella guerra dei sei giorni del 1967. La sua annessione della Cisgiordania non fu riconosciuta e nel 1988 il regno cedette la sua rivendicazione al territorio.
Un'intervista con ʿAbd Allāh di Jeffrey Goldberg, pubblicata su The Atlantic nel marzo 2013, ha suscitato polemiche quando il re ha criticato figure e partiti locali e internazionali. Ha definito la Fratellanza Musulmana un "culto massonico" e "lupi travestiti da pecora", ha descritto il presidente egiziano Mohammad Morsi da poco estromesso come un uomo senza "profondità" e ha affermato che il primo ministro turco Recep Tayyip Erdogan ha visto la democrazia come "un viaggio in autobus". Abd Allāh ha anche criticato i diplomatici americani, alcuni dei capi tribali del suo paese e membri della sua famiglia.
Un altro articolo del 2013 sullo stesso giornale gli ha consigliato di affrontare la corruzione governativa, affermando che "c'è una crescente percezione che la degenerazione raggiunga il palazzo". Secondo l'articolo, ʿAbd Allāh è stato accusato di "appropriarsi illegalmente di terre" tribali "poco dopo la sua adesione e membri di 36 tribù giordane hanno rilasciato una dichiarazione in cui si denunciava la festa "pubblicizzata e stravagante" per i 40 anni della regina Rania nel 2013.

### Coinvolgimento nella guerra civile siriana
Le riforme hanno avuto luogo tra sfide senza precedenti derivanti dall'instabilità regionale, tra cui un afflusso di 1,4 milioni di rifugiati siriani in un paese privo di risorse naturali e l'emergere dello Stato islamico dell'Iraq e del Levante.
Lo scoppio della guerra civile siriana del marzo 2011 ha costretto masse di rifugiati oltre il confine della Giordania con la Siria, tanto che si è arrivati a circa 3000 rifugiati al giorno nelle prime fasi della guerra. Alla domanda sul conflitto siriano in un'intervista alla BBC nel novembre 2011, ʿAbd Allāh ha dichiarato che avrebbe rassegnato le dimissioni se fosse stato nei panni di Bashar Al-Assad, dichiarando: "Ogni volta che si esercita violenza sulla propria gente, non finirà mai bene e per quanto mi riguarda, sì, ci sarà una data di scadenza, ma ancora una volta è quasi impossibile per chiunque prevedere se si tratta di sei settimane, sei mesi o sei anni ".
A proposito dei disordini in Iraq, ʿAbd Allāh ha riferito a una delegazione di membri del Congresso degli Stati Uniti nel giugno 2014 della sua paura che il tumulto si sarebbe diffuso in tutta la regione affermando che qualsiasi soluzione ai problemi nei paesi dilaniati dalla guerra doveva coinvolgere tutto il popolo iracheno e siriano. La Giordania iniziò a erigere barriere lungo l'arido confine di 175 chilometri con l'Iraq e 379 chilometri di confine con la Siria. Da allora, centinaia di tentativi di infiltrazione sono stati sventati dalle guardie di frontiera giordane, anch'esse occupate dal flusso di rifugiati. La Giordania fu coinvolta nell'Operazione Timber Sycamore guidata dalla CIA per addestrare e armare i ribelli siriani.
Nell'aprile 2014 lo Stato islamico ha pubblicato un video online che minacciava di invadere il regno e massacrare ʿAbd Allāh (che vedevano come un nemico dell'Islam). Nell'agosto 2014, migliaia di cristiani iracheni sono fuggiti dall'ISIS e hanno cercato rifugio nelle chiese giordane.
Poco dopo che la Giordania si è unita alla coalizione internazionale contro l'ISIS a metà settembre 2014, l'apparato di sicurezza del paese ha sventato un complotto terroristico contro civili in Giordania. Poco dopo, ʿAbd Allāh ha dichiarato in un'intervista che i confini del paese con l'Iraq e la Siria erano "estremamente sicuri". Alla fine di dicembre 2014, un jet da combattimento giordano F-16 si è schiantato vicino a Raqqa, in Siria, durante una missione. Un video è stato pubblicato online il 3 febbraio 2015, mostrando il pilota giordano catturato Muath Al-Kasasbeh bruciato vivo in una gabbia; per tutto il mese di gennaio, la Giordania aveva negoziato per il rilascio di Al-Kasasbeh. Secondo quanto riferito, il gruppo terroristico ha chiesto il rilascio di Sajida Al-Rishawi, un attentatore suicida la cui cintura non è riuscita a far esplodere negli attentati di Amman del 2005. L'omicidio di Al-Kasasbeh ha suscitato indignazione nel paese, mentre il re era via in una visita di stato negli Stati Uniti. Prima di tornare in Giordania, ʿAbd Allāh ha ratificato rapidamente le condanne a morte precedentemente pronunciate a due jihadisti iracheni imprigionati, Sajida Al-Rishawi e Ziad Al-Karbouly, che sono stati giustiziati prima dell'alba del giorno successivo. La stessa sera, ʿAbd Allāh è stato accolto ad Amman da una folla esultante che si è messa in fila lungo la strada dell'aeroporto per esprimere il proprio sostegno. La sua decisione ha anche ottenuto il sostegno internazionale. Come comandante in capo, ʿAbd Allāh lanciò l'Operazione Martyr Muath, in cui 30 F-16 dell'aviazione giordana hanno lanciato una serie di attacchi aerei contro obiettivi dell'ISIS durante la settimana successiva contro bersagli di armi, campi di addestramento e impianti di estrazione petrolifera. La sua rappresaglia è stata elogiata su Internet, dove è stato soprannominato "Il re guerriero". Circolavano voci secondo cui guidava personalmente le sortite.
Durante un'intervista della BBC del gennaio 2016 ʿAbd Allāh ha affermato che la Giordania è al "punto di ebollizione" a causa dell'afflusso di rifugiati siriani, la Giordania afferma che oltre un milione di siriani hanno cercato rifugio in Giordania. Il re ha notato pressioni sull'economia, le infrastrutture e i servizi del paese dichiarando: "La diga sta per scoppiare". La Giordania ha accolto storicamente i rifugiati palestinesi nel 1948 e 1967, iracheni durante l'invasione americana e ora siriani, che costituiscono circa il 20% della popolazione di 9,5 milioni della Giordania e secondo ʿAbd Allāh: "Per la prima volta, non possiamo farlo ancora".
Infatti la Giordania, secondo l’UNHCR, ospita circa 1.400.000 rifugiati siriani. Questi numeri danno immediato riscontro della problematica umanitaria che la Giordania ha affrontato, su una popolazione di poco meno di 10 milioni di abitanti. Per incentivare l’ingresso nel tessuto economico del Paese, nel 2017 Amman ha rilasciato 46.000 permessi di lavoro a siriani registrati, e nel 2018 approssimativamente 45.000.
Il documento Global Trends realizzato dall’Agenzia ONU per i Rifugiati spiega come la Giordania sia la nazione che ospita la decima più grande popolazione di rifugiati al mondo ed è il secondo Paese al mondo, preceduta dal Libano e seguita dalla Turchia, dove sono presenti 71 rifugiati ogni mille abitanti. Secondo il Ministro degli Esteri Ayman Safaid la Giordania ha già speso 10 miliardi di dollari per ospitare i soli rifugiati siriani, con ulteriore prezzo salatissimo da affrontare nel momento in cui gli Usa termineranno, come annunciato dal presidente Trump, i finanziamenti all’UNRWA, l’Agenzia ONU per i Rifugiati Palestinesi.

### Le elezioni del 2016
Le elezioni generali giordane di novembre 2016 sono state le prime elezioni dal 1989 le quali hanno utilizzato principalmente una forma di rappresentanza proporzionale; le elezioni intermedie avevano utilizzato il sistema di voto unico non trasferibile. Le riforme hanno incoraggiato i partiti dell'opposizione, compreso il Fronte di azione islamico (che aveva boicottato le precedenti elezioni, tra cui quelle del 2010 e del 2013), a partecipare. Le elezioni sono state considerate eque e trasparenti da osservatori internazionali indipendenti. La rappresentanza proporzionale è vista come il primo passo verso l'istituzione di governi parlamentari in cui i blocchi parlamentari, anziché il re, scelgono il primo ministro. Tuttavia, il sottosviluppo dei partiti politici in Giordania ha rallentato tali movimenti. 

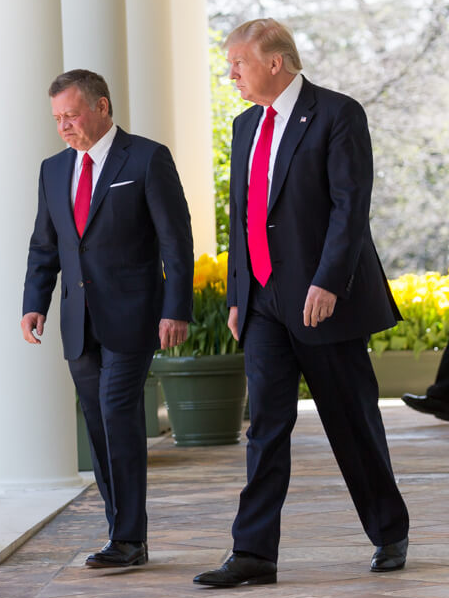
Re ʿAbd Allāh e Donald Trump alla Casa Bianca nell'aprile 2017.

Dopo l'inaugurazione della presidenza di Donald Trump il 20 gennaio 2017, ʿAbd Allāh si è recato negli Stati Uniti in visita ufficiale. Era preoccupato per le posizioni della nuova amministrazione sul conflitto israelo-palestinese, in particolare per le questioni relative agli insediamenti israeliani. ʿAbd Allāh ha incontrato Trump per breve tempo alla National Prayer Breakfast il 2 febbraio e, secondo quanto riferito, lo ha convinto a cambiare la sua politica nei confronti degli insediamenti israeliani. Ciò è stato confermato dal segretario stampa della Casa Bianca Sean Spicer, che ha dichiarato due giorni dopo che l'espansione degli insediamenti israeliani potrebbe non essere utile per raggiungere la pace. Secondo il New York Times: "l'incontro ha messo il re, uno dei leader più rispettati del mondo arabo, davanti a Netanyahu nel vedere il nuovo presidente". Il senatore Bob Corker ha confermato l'influenza di ʿAbd Allāh in un'intervista: "Lo chiamiamo l'Henry Kissinger di quella parte del mondo e amiamo sempre ascoltare la sua visione della regione".

#### Proteste 2018-2019 e problemi economici
Proteste popolari hanno avuto inizio a fine maggio 2018, quando migliaia di cittadini giordani sono scesi in piazza per protestare contro i tagli ai sussidi pubblici, contro le nuove tasse pianificate dal governo di Hani al-Mulki, e per denunciare le conseguenze di un’inflazione che negli ultimi tempi continua a crescere.
Immediatamente dopo le prime sommosse, presa coscienza del rischio che la situazione potesse andare fuori controllo, il sovrano ha immediatamente provato a gettare acqua sul fuoco, cancellando gli aumenti dei prezzi del carburante e dell'elettricità. Per poi licenziare il primo ministro sostituito da Omar Razzaz.
Il Paese, che da un lato si comporta come uno stato del Golfo ricco di petrolio, con sussidi generosi e un settore pubblico che impiega un lavoratore su tre, dall'altro paga l’assenza di risorse naturali, con un’economia poco in crescita, principalmente per via della drastica diminuzione degli scambi con Siria e Iraq afflitte dalla guerra, per la recessione in Arabia Saudita - che in passato ha sempre sostenuto in maniera sostanziosa l’economia giordana - e per il calo del turismo spaventato dai disordini nella regione.
Il bisogno di riforme strutturali che appianino il debito pubblico diventa sempre più pressante per il regno, che deve fare i conti con le numerose proteste di piazza causate dall'aumento dei prezzi delle materie prime e, in parallelo, per la richiesta di tutela della libertà di stampa, messa in pericolo dagli emendamenti alla legge sul cybercrime proposti dal precedente Governo, ritirati dal nuovo.
Razzaz, criticato già in partenza per aver formato un nuovo esecutivo composto, su 28 Ministri, da 16 esponenti del governo di al-Mulki, a pochi mesi dall'insediamento, a ottobre Razzaz ha effettuato un rimpasto che ha visto l’introduzione di un nuovo Ministero, l’accorpamento di altri e la nomina di 7 donne a capo di importanti Ministeri (tra i quali il Ministero della Comunicazione, guidato da Jumana Ghunaimat, portavoce dell’esecutivo). Questa innovazione, d’altro canto, non va di pari passo con l’auspicato cambiamento sul fronte economico, con una crescita debole che da anni si è attestata attorno al 2% mentre a settembre 2018 il debito pubblico ammontava al 96,2% del Pil, in crescita di oltre 2 punti rispetto all'anno precedente con la disoccupazione al 18% che colpisce principalmente giovani e donne e l’inflazione attestata al 4,5%.
Recenti incontri a Washington tra gli esponenti del nuovo esecutivo e del Fondo Monetario Internazionale hanno modificato gli interventi da effettuare, con il risultato dell’abbassamento dell’Iva di 4 punti su beni essenziali tassati al 10 e al 16%, come pasta, formaggio, frutta e verdura, pesce e carne in scatola. Inoltre, il governo Razzaz ha avviato una serie di riforme di medio termine per incentivare la buona governance delle risorse, la competitività del Paese, un adeguato livello di riserve monetarie internazionali.
Nei prossimi cinque anni Kuwait, Emirati Arabi Uniti e Arabia Saudita verseranno nelle casse di Amman 2,5 miliardi di dollari in aiuti per la gestione della crisi migratoria, che ha impoverito le casse del regno. L’Unione Europea, primo partner commerciale della Giordania ha semplificato l’arrivo dei prodotti del Regno e in particolare dalle imprese che impiegano manodopera siriana. Tale agevolazione avverrà al raggiungimento della cifra di 200.000 lavoratori siriani nel mercato del lavoro giordano. Le relazioni commerciali tra Giordania e UE sono governate dall’Association Agreement del 2002 che stabilisce un’area di libero scambio per i beni giordani ed europei, identificando 18 Zone Economiche Speciali per l’origine dei prodotti del regno. Nel 2016 l’accordo è stato potenziato, semplificando le regole di origine dei beni giordani verso l’UE. A dicembre 2018 l’iniziativa Giordania-UE è stata rafforzata ancora e ha validità fino al 2030, coprendo una vasta gamma di prodotti. Anche in questo caso, l’aspetto legato all'epocale migrazione dal nord influisce sulle politiche economiche e sociali del Paese.
Oltre che sul fronte economico le proteste di piazza contro la corruzione, le politiche economiche e i piani di austerità, gli aumenti delle tasse che hanno portato il 4 giugno 2018 alla caduta del governo al-Mulki vertevano anche sull'insoddisfazione popolare per la revisione di alcune parti della legge sul cybercrimine che, se attuata, avrebbe colpito la libertà di stampa. A dicembre 2018, incontrando i giornalisti Jumana Ghunaimat, portavoce del Governo Razzaz, ha chiarito che il nuovo esecutivo non intende proseguire con le modifiche alla legge in seguito all'evidente malcontento popolare e agli incontri del Primo Ministro con membri della società civile ed esponenti delle professioni.
Il 25 giugno 2018, Abd Allah ha effettuato un'altra visita ufficiale a Washington, DC. È stato ospitato dal presidente Trump alla Casa Bianca e i due hanno discusso di "terrorismo, minaccia dall'Iran e crisi in Siria, e di lavorare per una pace duratura tra israeliani e palestinesi". Nell'agosto 2018, dopo che l'amministrazione Trump aveva annunciato di porre fine a tutti i finanziamenti degli Stati Uniti per l'UNRWA, Abdullah ha cercato di sostituire i fondi Usa, convocando le riunioni della Lega Araba e dei paesi occidentali.
In un'intervista a Der Spiegel nel maggio 2020, Abdullah ha criticato i piani di Donald Trump per la pace in Medio Oriente, tra cui Israele che annette parti della Cisgiordania. Ha dichiarato: "La soluzione dei due Stati è l'unico modo per poter andare avanti", e ha osservato che una possibile annessione israeliana della Cisgiordania causerebbe conflitti.
Nell'ottobre 2020 Omar Razzaz si è dimesso dalla sua posizione a causa delle critiche alla sua gestione della pandemia di COVID-19. Inoltre, Abdullah ha sciolto il parlamento incaricando il suo principale consigliere politico, Bishr Al-Khasawneh, di formare un nuovo governo come nuovo Primo Ministro. Dopo che Joe Biden ha vinto le elezioni presidenziali statunitensi del 2020, Abd Allah è stato il primo leader arabo a congratularsi con Biden per la sua vittoria.

### Tentato colpo di Stato
Nell'aprile 2021 le autorità giordane hanno sventato un golpe per destituire ʿAbd Allāh II. Sono stati arrestati un ex consigliere del re e un'altra ventina di persone tra funzionari civili e militari; arrestato ai domiciliari anche il fratellastro Hamza bin al-Husayn.

## Governo e riforme

### Economia

#### Riforme economiche
ʿAbd Allāh propose importanti riforme economiche nel paese durante il primo decennio del suo regno. La Giordania, un paese relativamente piccolo, semi-arido, quasi senza sbocco sul mare, ha una delle economie più piccole della regione; il suo Pil era di circa 39 miliardi di dollari nel 2016. Risorse naturali insufficienti, specialmente in acqua e petrolio (a differenza dei suoi vicini) hanno dato al regno debito pubblico cronico, disoccupazione e povertà che hanno portato a una dipendenza dagli aiuti esteri dei suoi alleati occidentali e del Golfo Arabo. La Giordania iniziò un aggressivo programma di liberalizzazione economica quando ʿAbd Allāh fu incoronato nel tentativo di stimolare l'economia e migliorare il tenore di vita della popolazione. Ad ʿAbd Allāh è stato attribuito il merito di attrarre investimenti stranieri, migliorare i partenariati pubblico-privato e fornire le basi per l'autorità speciale della zona economica di Aqaba e il fiorente settore della tecnologia dell'informazione e delle comunicazioni della Giordania. ʿAbd Allāh ha istituito altre cinque zone economiche speciali: Irbid, Ajloun, Mafraq, Ma'an e il Mar Morto. A seguito di queste riforme la crescita economica della Giordania è raddoppiata (all'8% annuo) tra il 2004 e il 2008 rispetto alla seconda metà degli anni 90. Ha inoltre portato a un costante aumento degli investimenti esteri da parte dei paesi occidentali e del Golfo Persico.
Il re ha lanciato una serie di iniziative per fornire alloggio ai cittadini giordani, compresi gli insegnanti e coloro che prestavano servizio nelle forze armate. Ha istituito premi per incoraggiare la buona cittadinanza, tra cui il premio Re ʿAbd Allāh II per la forma fisica, il premio Re ʿAbd Allāh II per l'eccellenza nelle prestazioni e la trasparenza del governo, il premio Re ʿAbd Allāh II per l'eccellenza per il settore privato e il premio Re ʿAbd Allāh II per l'eccellenza per le associazioni di imprese. Per combattere la disoccupazione ʿAbd Allāh ha istituito il Consiglio nazionale per la formazione professionale e ha istituito un comitato per sviluppare una strategia nazionale per lo sviluppo delle risorse umane al fine di produrre una forza lavoro qualificata.
La crescita dell'economia giordana è rallentata a un tasso medio annuo del 2,8% tra il 2010 e il 2016, in calo rispetto alla media dell'8% negli anni precedenti, insufficiente per far fronte alla crescita esponenziale della popolazione.

#### Settore turistico
Sotto il regno di ʿAbd Allāh, il turismo si è affermato quale forza primaria dell'economia giordana; nel 2004 è stata fondata la NTS (National Tourism Strategy) per tutelare gli interessi nazionali. La situazione turbolenta ha colpito il settore turistico della Giordania (fonte economica principale di valuta estera del paese) duramente, e gli arrivi di turisti sono diminuiti di oltre il 66% dal 2011. Tuttavia nel 2017 il turismo ha iniziato a riprendersi.

#### Politiche energetiche
La Giordania dipendeva dal petrolio iracheno sovvenzionato per la sua energia. Dal 2008 la Giordania ha iniziato ad importare petrolio a prezzi molto più alti dall'Arabia Saudita. Nello stesso anno il sovrano ha dovuto far fronte a un nuovo e massiccio arrivo di profughi iracheni nel Paese.
L'invasione americana del 2003 in Iraq ha interrotto la fornitura di petrolio e ha spinto la Giordania a iniziare l'importazione di gas dall'Egitto nel 2009. L'insurrezione nel Sinai, iniziata quando la primavera araba si diffuse in Egitto, dove scorre il gasdotto ha portato dal 2011 il gasdotto ad essere attaccato più di 30 volte dall'ISIS nel Sinai. Il gasdotto è stato effettivamente chiuso nel 2014. La Giordania ha subito perdite per 6 miliardi di dollari. La grande recessione e le turbolenze regionali innescate dalla primavera araba durante gli anni 2010 hanno ostacolato l'economia giordana, rendendola sempre più dipendente dagli aiuti esteri.
Il vandalismo della conduttura egiziana che riforniva la Giordania ha messo a dura prova la compagnia elettrica del paese, il cui debito è aumentato sostanzialmente; questo ha spinto ʿAbd Allāh a sollecitare il governo a formulare un piano decennale (2015-2025) per diversificare le fonti energetiche del regno.
Nel 2007 ʿAbd Allāh ha affermato che la Giordania intende beneficiare delle sue grandi riserve di uranio costruendo reattori nucleari per generare elettricità. All'inizio, in un'intervista del 2010, ʿAbd Allāh ha accusato Israele di aver tentato di interrompere il programma nucleare della Giordania. ʿAbd Allāh ha inaugurato il primo impianto nucleare della Giordania nel 2016. Il Jordan Research and Training Reactor, presso la Jordan University of Science and Technology vicino ad Ar Ramtha, mira a formare gli studenti giordani nel programma di ingegneria nucleare della scuola. Nel 2018 la Commissione per l'energia atomica del paese ha annunciato che la Giordania era in trattative con più aziende per costruire la prima centrale nucleare commerciale, un reattore raffreddato ad elio che dovrebbe essere completato nel 2025.
Il Paese ha 330 giorni di sole all'anno e la velocità del vento supera i 7 m/s nelle aree montuose. Durante gli anni 2010 ʿAbd Allāh ha inaugurato il parco eolico di al-Tafila da 117 MW e la centrale elettrica Ma'an da 53 MW. Nel maggio 2017 è stato annunciato che erano stati completati oltre 200 MW di progetti di energia solare. Dopo aver fissato inizialmente la percentuale di energia rinnovabile che la Giordania intendeva generare entro il 2020 al 10%, nel 2018 il governo ha annunciato che aver cercato di battere quella cifra e mirare al 20% tanto che la Giordania venne descritta come la "centrale solare del Medio Oriente".
Nel 2014 è stata firmata una dichiarazione di intenti dalla società elettrica nazionale con la Noble Energy per importare gas dal giacimento di gas offshore di Leviathan in Israele, un accordo di 15 anni stimato in 10 miliardi di dollari. La mossa ha suscitato indignazione in Giordania e l'opposizione ha affermato che l'accordo ha favorito Israele e la sua occupazione in Cisgiordania accusando il governo di ignorare le opzioni di energia rinnovabile. L'accordo, in vigore nel 2019, è stato firmato nel settembre 2016. Separatamente, ʿAbd Allāh ha aperto un porto di gas naturale liquefatto ad Aqaba nel 2015, consentendo alla Giordania di importare gas naturale. L'elettricità generata da gas naturale fa risparmiare alla Giordania circa 1 milione di dollari al giorno.

#### Accordi commerciali e debito estero
ʿAbd Allāh ha negoziato un accordo di libero scambio con gli Stati Uniti, il terzo accordo di libero scambio per gli Stati Uniti ed il primo con un paese arabo. In base all'accordo, le esportazioni giordane negli Stati Uniti sono aumentate da $ 63 milioni nel 2000 a oltre $ 1,4 miliardi nel 2015. Il rapporto debito / PIL estero della Giordania è sceso da oltre il 210% nel 1990 all'83% alla fine del 2005, una riduzione definita "risultato straordinario" dal Fondo monetario internazionale. Gli sforzi di ʿAbd Allāh hanno reso la Giordania l'economia araba più libera e la nona economia più libera del mondo, secondo uno studio del 2014 della Fondazione Friedrich Naumann per la libertà.
Il debito estero totale della Giordania nel 2012 era di 22 miliardi di dollari, il 72% del suo PIL. Nel 2016 il debito ha raggiunto 35,1 miliardi di dollari, il 95% del PIL del paese. L'aumento è stato attribuito alle sfide regionali, che hanno diminuito l'attività turistica e gli investimenti stranieri oltre ad aver aumentato la spesa militare, gli attacchi al gasdotto egiziano, il crollo degli scambi con l'Iraq e la Siria, le spese di accoglienza dei rifugiati siriani e l'accumulo di interessi sui prestiti. Secondo la Banca Mondiale, i rifugiati siriani costano alla Giordania oltre 2,5 miliardi di dollari all'anno (il 6% del suo Pil e il 25% delle entrate annuali del governo). Gli aiuti esteri coprono solo una parte di questi costi, il 63% dei quali sono a carico della Giordania. Il governo ha adottato un programma di austerità che mira a ridurre il rapporto debito/Pil della Giordania al 77% entro il 2021.

### Politica e giustizia

#### Riforme politiche
ʿAbd Allāh è stato criticato durante i suoi primi anni per essersi concentrato sulle riforme economiche, piuttosto che politiche. Nel febbraio 2005 è stato costituito un comitato per formulare un progetto di riforma politica nel paese per il prossimo decennio. Questa agenda nazionale, finalizzata circa nove mesi dopo, non fu mai attuata. Comprendeva l'incorporazione di una rappresentanza proporzionale nelle elezioni generali, il miglioramento del settore giudiziario, il rispetto dei diritti umani e la gestione delle questioni relative all'occupazione, al benessere, all'istruzione e alle infrastrutture. Secondo quanto riferito, l'agenda non è mai stata attuata a causa dell'opposizione conservatrice. Dopo la primavera araba, nel 2012 è stata emanata una nuova legge elettorale che è stata utilizzata nelle elezioni del 2013. Comprendeva elementi di rappresentanza proporzionale e 27 dei 150 membri della Camera dei rappresentanti potevano essere eletti di conseguenza.

#### Riforme costituzionali
Come già detto sono state intraprese una serie di riforme politiche per limitare alcuni dei poteri del re, tra cui la modifica di circa un terzo della costituzione, l'istituzione di una Corte costituzionale e della Commissione elettorale indipendente ed il miglioramento delle leggi che regolano i diritti umani e la libertà di parola e di riunione.
Nel 2014 e nel 2016 diversi emendamenti costituzionali hanno suscitato polemiche nonostante la schiacciante approvazione da parte di senatori e rappresentanti. Gli emendamenti conferirono al re la sola autorità di nominare il suo principe ereditario, il vice, il capo e i membri della Corte costituzionale, i capi delle forze militari e paramilitari e il direttore dell'intelligence generale del paese. I sostenitori hanno affermato che gli emendamenti hanno rafforzato la separazione dei poteri, mentre i critici hanno affermato che erano incostituzionali.
Le riforme introdotte nelle elezioni generali del 2016 hanno portato Freedom House ad aggiornare la Giordania a "parzialmente libero" da "non libero" nel suo rapporto Freedom in the World 2017. Secondo il rapporto, la Giordania divenne il terzo paese arabo più libero e che il cambiamento fu dovuto ai cambiamenti della legge elettorale che portarono a elezioni parlamentari più giuste.

#### Riforme della Giustizia
Nel settembre 2016 ʿAbd Allāh ha formato un comitato reale per formulare raccomandazioni che migliorerebbero la magistratura del paese. La commissione ha finalizzato il suo rapporto, che ruotava attorno al rafforzamento dell'indipendenza giudiziaria e al miglioramento della giustizia penale, nel febbraio 2017. Il Parlamento ha approvato le raccomandazioni che includevano una maggiore protezione delle donne contro la violenza e migliori procedure processuali. È stata inoltre emanata una nuova legge per le persone con disabilità. Human Rights Watch ha elogiato le riforme.

#### Decentramento
Il 15 agosto 2017 si sono tenute le prime elezioni locali per consigli comunali, consigli locali e consigli di governatorato, creati da una nuova legge sul decentramento. La legge intende cedere un certo potere del governo centrale ai consigli eletti, aumentando la partecipazione dei cittadini al processo decisionale municipale.

### Difesa
Grazie al suo background militare, ʿAbd Allāh crede in un potente esercito e ha seguito una politica di "qualità sulla quantità".
ʿAbd Allāh ha modernizzato l'esercito, portando la Giordania ad acquisire armi avanzate e ad aumentare e potenziare la sua flotta di caccia F-16. Il re si allena occasionalmente con l'esercito giordano in esercitazioni militari dal vivo.
Il 3 dicembre 2018 viene lanciato JY1-SAT, il primo satellite giordano nello spazio.

#### KADDB ed industria della difesa
Durante il primo anno del suo regno ha istituito con decreto reale il King Abdullah Design and Development Bureau (KADDB), il cui obiettivo è "fornire una capacità indigena per la fornitura di servizi scientifici e tecnici alle forze armate giordane".
La società produce una vasta gamma di prodotti militari, presentati alla Biennale Internazionale della Special Operations Forces Exhibition (SOFEX). ʿAbd Allāh è il patrono di SOFEX.
KADDB è stato inoltre creato per la fornitura di equipaggiamento per la difesa ottimizzato per le esigenze del Medio Oriente. È un'agenzia indipendente all'interno delle forze armate giordane incaricata di operare secondo le migliori pratiche commerciali ed è finanziata sia attraverso il bilancio della difesa che attraverso entrate di vendita di tecnologia, prodotti e servizi. KADDB impiega circa 200 militari e civili nelle sue due Business Unit strategiche. La maggior parte del personale lavora nel gruppo tecnico. KADDB, con sede nel centro di Amman, è organizzata in tre divisioni: il gruppo tecnico, il gruppo manifatturiero e il gruppo programmi.
Nell'ottobre 2009 il re Abdullah II ha inaugurato il KADDB Industrial Park, che è la prima zona franca globale in Medio Oriente, specializzata nell'industria della difesa e nella produzione di veicoli. KADDB Industrial Park è una società a responsabilità limitata interamente di proprietà del KADDB. È stato istituito nel 2006 in conformità con la legge sulle zone franche per migliorare la base industriale della Giordania, attrarre investimenti e incoraggiare lo sviluppo di industrie interattive per la produzione di veicoli, nel contesto di un ambiente che attira gli investimenti offrendo incentivi, esenzioni fiscali ed eccellenti servizi logistici come comunicazioni, infrastrutture e gestione. Il Parco gode anche delle misure di sicurezza necessarie per le industrie della difesa e tutte le altre strutture per garantire il successo dell'investimento. Si trova su 3.800 dunam (1 dunum equivale a 1.000 metri quadrati) di terra a Khalidiyah nel Governatorato di Mafraq, a 50 km da Amman e 24 km da Zarqa, sulla strada trasversale che collega la Giordania all'Arabia Saudita, all'Iraq e alla Siria, che facilita il trasporto dei prodotti in tutti i paesi della regione.
Il gruppo di investimento KADDB lanciato il 1º gennaio 2010, è stato istituito per fungere da braccio commerciale per l'Ufficio di progettazione e sviluppo del KADDB. Il gruppo di investimento KADDB mira a creare nuove attività nei settori della difesa, della sicurezza e dell'automotive insieme a tutti i servizi che completerebbero tali settori.
La prima priorità di KADDB è quella di soddisfare le esigenze militari. Un esempio di un'idea generata dall'ufficio per i militari è la Desert Iris Jeep, un veicolo multiuso sviluppato da Jordan Light Vehicle Manufacturing. Le forze giordane hanno usato il veicolo durante le operazioni di mantenimento della pace delle Nazioni Unite in Sierra Leone. Ora il veicolo è impiegato in Arabia Saudita, Emirati Arabi Uniti e Libia.
Nel 2005 una joint venture tra Bin Jabr Group di Abu Dhabi e KADDB, denominata Advanced Industries of Arabia, ha vinto un contratto da 41 milioni di dollari per fornire alle forze armate degli Emirati Arabi Uniti il cosiddetto veicolo tattico ad alta mobilità Nimr 4x4. L'ordine Nimr prevedeva 500 veicoli in un mix di quattro varianti. Il veicolo ha un sistema di raffreddamento su misura, che consente alle truppe di operare in condizioni meteorologiche estreme. Il Nimr sarà prodotto in uno stabilimento KADDB in Giordania.

#### Sviluppo droni
KADDB è stata pubblicizzata come la prima azienda a sviluppare veicoli militari senza pilota nel mondo arabo. L'ufficio di progettazione e sviluppo ha lavorato nel 2001 con Jordan Aerospace Industries in una joint venture, denominata Jordan Advanced Remote Systems (JARS), per sviluppare una serie di droni tattici Falcon UAV progettato per le missioni di sorveglianza in grado di effettuare ricognizioni diurne e notturne in tempo reale, telerilevamento, sorveglianza e acquisizione di obiettivi fino a 50 chilometri. Il Falcon ha un motore a due tempi che brucia una miscela di gas e petrolio. L'UAV ha una durata di quattro ore ma potrebbe essere dotato di serbatoi di carburante aggiuntivi per una maggiore capacità. La stazione di controllo a terra del sistema è disponibile in configurazioni da tavolo o montate su riparo.
Silent Eye è uno zaino UAV portatile utilizzato per missioni di scouting, controllo di area e perimetro, monitoraggio e sorveglianza delle autostrade. È inoltre adatto per il supporto di missioni di ricerca e salvataggio e per la sicurezza dei convogli. Può essere assemblato e smontato in meno di 15 minuti. L'autonomia di sistema avanzata consente il funzionamento a mani libere del sistema dal decollo al ripristino. L'I-Wing è un mini UAV con un'apertura alare di 1,25 metri, che può essere trasportato da due persone in una custodia leggera e impermeabile ed è lanciato a spalla. Le ali e la coda dell'I-Wing sono riposte in posizione piegata, ma si aprono immediatamente quando vengono lanciate. Al raggiungimento di un'altitudine di 100 metri, il motore a propellente duro viene espulso e viene avviato automaticamente un motore elettrico. Jordan Arrow è un sistema di bersaglio aereo destinato sia all'addestramento di difesa aerea che ai test dei sistemi d'arma. La freccia simula una varietà di minacce alla difesa aerea. L'obiettivo è un UAV recuperabile dotato di centrale elettrica, sistema di controllo di volo automatico, paracadute di recupero e payload di missione modulari multi-versione.
KADDB sta inoltre sviluppando veicoli terrestri senza pilota. Il loro robot multifunzione è un veicolo controllato in modalità wireless progettato per eseguire missioni a lungo raggio utilizzando telecamere passive per la misurazione della distanza. È un veicolo a ruote 6x6 progettato per trasportare un carico utile di 200 kg per una vasta gamma di usi, tra cui operazioni di smaltimento di ordigni esplosivi, logistica, recupero del campo di battaglia, ricognizione e altri. Il robot multifunzione è completamente azionato elettricamente e ha una velocità massima su strada di 12 km/h, può passare su una trincea di 45 cm e può superare un gradino verticale di 20 cm avanti e indietro. L'autonomia è di 2-3 ore. La piattaforma è disponibile in una configurazione anticarro con due lanciatori RPG-32 su un supporto per telecomando.

## Discendenza
ʿAbd Allāh II e Rania di Giordania hanno avuto quattro figli:
- Principe Ḥusayn (nato il 28 giugno, 1994). Il 28 novembre 2006 il re ʿAbd Allāh II lo ha designato come erede al trono[131];
- Principessa Īmān (nata il 27 settembre, 1996);
- Principessa Salmā (nata il 26 settembre, 2000);
- Principe Hāshem (nato il 30 gennaio, 2005).

## Ascendenza
|                           |                 |                                          | Genitori                               |  |  | Nonni |  |  | Bisnonni                 |  |  | Trisnonni                    |  |
|                           |                 |                                          |                                        |  |  |       |  |  | Abd Allah I di Giordania |  |  | al-Ḥusayn ibn ʿAlī del Hijāz |  |
|                           |                 |                                          |                                        |  |  |       |  |  | Abd Allah I di Giordania |  |  | al-Ḥusayn ibn ʿAlī del Hijāz |  |
|                           |                 | ʿAbdiya bint Abd Allāh                   |                                        |  |  |       |  |  | Abd Allah I di Giordania |  |  |                              |  |
| Talal di Giordania        |                 |                                          |                                        |  |  |       |  |  | Abd Allah I di Giordania |  |  |                              |  |
|                           |                 | Musba bint Nāṣer                         | Amīr Nāṣir Pasha, Sharīf della Mecca   |  |  |       |  |  |                          |  |  |                              |  |
|                           |                 | Musba bint Nāṣer                         | Amīr Nāṣir Pasha, Sharīf della Mecca   |  |  |       |  |  |                          |  |  |                              |  |
|                           |                 | Musba bint Nāṣer                         | Dilber Khanum                          |  |  |       |  |  |                          |  |  |                              |  |
| Husayn di Giordania       |                 | Musba bint Nāṣer                         |                                        |  |  |       |  |  |                          |  |  |                              |  |
|                           |                 | Jamāl ʿAlī ibn Nāṣer, Sharīf della Mecca | Amīr Nāṣir Pasha, Sharīf della Mecca * |  |  |       |  |  |                          |  |  |                              |  |
|                           |                 | Jamāl ʿAlī ibn Nāṣer, Sharīf della Mecca | Amīr Nāṣir Pasha, Sharīf della Mecca * |  |  |       |  |  |                          |  |  |                              |  |
|                           |                 | Jamāl ʿAlī ibn Nāṣer, Sharīf della Mecca | Dilber Khanum *                        |  |  |       |  |  |                          |  |  |                              |  |
| Zayn al-Sharaf Ṭalāl      |                 | Jamāl ʿAlī ibn Nāṣer, Sharīf della Mecca |                                        |  |  |       |  |  |                          |  |  |                              |  |
|                           |                 | Wijdan Shakir Pasha                      | Shakir Pasha, Governatore di Cipro     |  |  |       |  |  |                          |  |  |                              |  |
|                           |                 | Wijdan Shakir Pasha                      | Shakir Pasha, Governatore di Cipro     |  |  |       |  |  |                          |  |  |                              |  |
|                           |                 | Wijdan Shakir Pasha                      | …                                      |  |  |       |  |  |                          |  |  |                              |  |
| Abd Allah II di Giordania |                 | Wijdan Shakir Pasha                      |                                        |  |  |       |  |  |                          |  |  |                              |  |
|                           | Arthur Gardiner | John Gardiner                            |                                        |  |  |       |  |  |                          |  |  |                              |  |
|                           | Arthur Gardiner | John Gardiner                            |                                        |  |  |       |  |  |                          |  |  |                              |  |
|                           | Arthur Gardiner | Esther Scarph                            |                                        |  |  |       |  |  |                          |  |  |                              |  |
| Walter Percy Gardiner     | Arthur Gardiner |                                          |                                        |  |  |       |  |  |                          |  |  |                              |  |
|                           |                 | Mabel Jane Tovell                        | Daniel Tovell                          |  |  |       |  |  |                          |  |  |                              |  |
|                           |                 | Mabel Jane Tovell                        | Daniel Tovell                          |  |  |       |  |  |                          |  |  |                              |  |
|                           |                 | Mabel Jane Tovell                        | Ada Alberta King                       |  |  |       |  |  |                          |  |  |                              |  |
| Muna al-Husayn            |                 | Mabel Jane Tovell                        |                                        |  |  |       |  |  |                          |  |  |                              |  |
|                           |                 | Arthur Sutton                            | Josiah Sutton                          |  |  |       |  |  |                          |  |  |                              |  |
|                           |                 | Arthur Sutton                            | Josiah Sutton                          |  |  |       |  |  |                          |  |  |                              |  |
|                           |                 | Arthur Sutton                            | Elizabeth Able                         |  |  |       |  |  |                          |  |  |                              |  |
| Doris Elizabeth Sutton    |                 | Arthur Sutton                            |                                        |  |  |       |  |  |                          |  |  |                              |  |
|                           |                 | Dora Elizabeth Alderton                  | Augustus Alderton                      |  |  |       |  |  |                          |  |  |                              |  |
|                           |                 | Dora Elizabeth Alderton                  | Augustus Alderton                      |  |  |       |  |  |                          |  |  |                              |  |
|                           |                 | Dora Elizabeth Alderton                  | Gertrude Ruth Green                    |  |  |       |  |  |                          |  |  |                              |  |
|                           |                 | Dora Elizabeth Alderton                  |                                        |  |  |       |  |  |                          |  |  |                              |  |